# Холмогорье (городское поселение Железнодорожное)
Холмогорье — поселок в Правдинском районе Калининградской области.

## География
Находится в южной части Калининградской области на расстоянии приблизительно 16 км на восток-юго-восток по прямой от административного центра района города Правдинск.

## История
До 1945 года на территории современного поселка Холмогорья размещались 5 поселений: Пайсник, Гнайзенау, Мюлинг, Парч и Висделен. В составе Правдинского района с 2006 по 2015 год входил в Железнодорожное городское поселение.

## Население
Численность населения: 80 человек (1910 год для Пайсника), 226 (1939 год в целом для Пайсника, Гнайзенау, хуторов Крёгерн и Висделен), 105 (русские 74 %) в 2002 году, 87 в 2010.